# 艾蜜莉·多納爾森
艾美莉·田納西·多納爾森（英語：Donelson, Tennessee，1807年6月1日—1836年12月19日）是1829年至1834年代理美国第一夫人，當時她的姑父安德鲁·杰克逊擔任總統，但姑姑瑞秋·傑克遜卻在丈夫就職總統前幾週去世。
多納爾森在田納西州的多納爾森和積遜家族中長大，後來嫁給了表親安德魯·積遜·多納爾森。多納爾森夫婦跟隨姑父積遜工作，在後者登上總統寶座後，他們一同搬入白宮，多納爾森更獲委任為白宮女主人。儘管缺乏正規的禮儀訓練，她還是成功勝任這個角色，並受到華盛頓社會的好評。1829年發酵的「襯裙事件」導致多納爾森夫婦與總統之間產生分歧，多納爾森隨後在1830年和1831年大部分時間返鄉。多納爾森的健康狀況於1832年開始惡化，最終於1836年12月19日因肺結核離世，年僅29歲。

## 早年生活

### 孩童時期
艾美莉·田納西·多納爾森在1807年6月1日於田纳西州纳什维尔多納爾森出生，於家中排行13，父親是約翰·多納爾森（John Donelson），母親是瑪麗·珀內爾（Mary Purnel）。她父親亦是後來第七任美國總統安德鲁·杰克逊髮妻瑞秋·傑克遜的兄弟。小時候，她就讀於納士維一所木屋學校。當時還是個小女孩的她便與表親、未來丈夫安德魯·傑克遜·多納爾森關係密切。1816年，放學後安德魯在護送艾美莉回家時對她產生好感。
艾美莉的孩提時代是在田納西州的鄉村度過，甚少接觸政治或城市社會生活。相反，在1810年代，正值童年的她卻經歷了不少軍事事件：她的家族成員參加了1812年战争，叔叔安德魯·積遜成為著名的將軍。新奥尔良之战發生時，八歲的她意識到戰爭將為家人帶來危險。自13歲開始，她便就讀納士維女子學院；她在此地接受的教育超過了當時大多數美國婦女的水平。可惜的是，她最終因健康狀況不佳而被退學，及後與姑媽一起住在隱士之家。

### 婚姻和家庭
成年後的艾美莉追求者無數，當中包括山姆·休士頓。當安德魯·傑克遜·多納爾森開始從事律師時，兩人墮入愛河，不久後便訂婚。由於積遜早已邀請安德魯擔任他在华盛顿哥伦比亚特区的私人秘書，因此兩人決定提前結婚，以免長時間分離。1824年初，艾美莉生病，加上她的父母不願意看到她在如此年輕的時候結婚，令婚禮的籌劃變得複雜。同年9月16日，艾美莉和安德魯在隱士之家完婚，婚禮以長老宗儀式進行。當年艾美莉只得17歲，安德魯則是25歲。但是，艾美莉在得知嫂子於同日較早時候去世後，便取消了慶祝活動。
多納爾森與姑姑麗素·積遜和姑父安德魯·積遜關係密切，他們甚至將她視為己出。多納爾森夫婦育有四個孩子：小安德魯·積遜·多納爾森（Andrew Jackson Donelson Jr.，1826年至1859年）、瑪麗·艾美莉·多納爾森（Mary Emily Donelson，1829年至1905年）、約翰·塞繆爾·多納爾森（John Samuel Donelson，1832年至1863年）、雷切爾·積遜·多納爾森（Rachel Jackson Donelson，1834年至1888年）。其中，三名孩子是在多納爾森一家住在白宮時所生的，並且所有孩子的教父都是現任或未來總統：積遜是兩個兒子的教父，马丁·范布伦和詹姆斯·诺克斯·波尔克則分別是兩個女兒的教父。
婚禮舉行兩週後，多納爾森夫婦陪同積遜前往華盛頓，而當時積遜是1824年美国总统选举候選人。多納爾森沉浸在這座城市的時尚和文化之中，並與身處在這座城市的其他女性建立聯繫。在眾多新朋友之中，最親密的莫過於特拉華州參議員路易斯·麦克莱恩的妻子。姑父曾經遭到政治抹黑，姑姑亦深受其害；但與姑姑相比，她反而受到社區歡迎。1825年初，多納爾森夫婦返回田納西州家中，開始了他們的婚姻生活，丈夫負責耕作，她則建造了花園來種植老鸛草和紫薇。
1828年10月，多納爾森與兒子前往阿拉巴馬州弗洛倫斯探望她的姐姐。次月，她返回田納西州，積遜坐上總統寶座的消息便傳得街知巷聞。姑姑要求多納爾森前往白宮，代自己履行美国第一夫人的社會角色。

## 白宮女主人

### 職責
積遜妻子在他就職前不久去世；積遜就任總統後，多納爾森便負責主持社交活動。21歲時，她與曾經擔任積遜總統助理的丈夫一起搬入白宮。由於妻子的離世，積遜選擇不出席他的就職舞會，多納爾森夫婦則代他參加。在入主白宮的頭幾日，總統因失去妻子而悲痛欲絕，多納爾森則照顧他。白宮訪客可以自由地穿過大樓，從中央走廊看到多納爾森的臥室，對此她認為白宮缺乏私隱度，並感到困擾。總統最終讓人安裝隔板，封住私人居住區域。
在履行美國第一夫人的社會角色時，多納爾森廣受好評。雖然她不像一般白宮女主人一樣見多識廣、受過良好教育，但她年齡之低卻是個有效的藉口。有時人們會注意到她不熟悉社會風俗，但她的和藹善良和對熟練的舞蹈卻受到讚譽。另一方面，她很有能力管理一個大家庭，就像她在家裡經常這樣做一樣。她還因在其任期內提供的食物和酒水而受到讚揚。儘管她缺乏經驗，但總統相信她對白宮禮儀的判斷，並允許她在此類事務上做出決定。

### 襯裙事件
在積遜總統首個任期中，多納爾森與他的關係便因「襯裙事件」而出現長期影響。華盛頓社交名媛佩吉·伊頓是這件事件的當事人，有傳她在與丈夫约翰·伊顿結婚前曾經是其情婦。在積遜信任的眾多知名人士之中，多納爾森是其中一個建議他與伊頓夫婦保持距離的人。多納爾森在白宮活動中容忍伊頓，但拒絕去伊頓家拜訪，而這一舉動在當時來說是屬於冷落行為。鑒於她在社會事務中扮演的角色，多納爾森選擇與誰交往尤為重要。
伊頓夫婦在爭端開始時致信多納爾森，瞭解她所知道的情況，並鼓勵她不要理會這些流言蜚語。但是，多納爾森站在他們的對立面，丈夫亦跟著她的思路站在同一立場。1829年7月，兩人之間的不和在一次乘船旅行中演變成私人恩怨：當時正懷孕的多納爾森出現孕吐症狀，但她選擇跌坐在地上，無視了伸出援手的伊頓。當總統要求多納爾森拜訪伊頓夫婦，並邀請佩吉參加她孩子的洗禮時，情況變得更糟。總統的親信、國務卿馬田·范布倫尋求與多納爾森進行私人會面以解決問題，但他的介入對緩解衝突毫無幫助。多納爾森向他解釋，指自己與伊頓在道德問題上沒有存在分歧，只是發現她是個令人不快的人物。
1830年國會休會後，積遜和家人回到隱士之家。多納爾森與母親團聚，並悼念離世的父親。多納爾森一家在襯裙事件中連成一線，促使她與積遜的關係進一步惡化，積遜甚至認為他們在政治上密謀反對他。當時兩人之間的間隙變得越來越大，以至多納爾森拒絕留在隱士之家，選擇留在母親家中。當積遜返回華盛頓時，只有安德魯陪伴他，其妻艾美莉未有同行。目前尚不清楚多納爾森是被總統要求離開還是她自己主動要求。隨後，伊頓的支持者瑪麗·安·劉易斯（Mary Ann Lewis）接替多納爾森成為新的白宮女主人。

### 重返白宮
多納爾森在丈夫不在的時候一直撫養孩子。她丈夫和積遜都希望她重返白宮，但她拒絕接受積遜要求社會接受伊頓的請求。最後積遜於1831年初做出讓步，允許多納爾森無條件回歸。安德魯於3月回家，4月開始準備返回華盛頓；然而，積遜突然改變立場，點明除非多納爾森夫婦在與伊頓夫婦的爭端中有所緩和，否則他們都不得返回，打斷了多納爾森夫婦的準備工作。隨後，安德魯獨自返回華盛頓，發現伊頓和大多數內閣成員已經辭職。
9月5日，多納爾森抵達華盛頓並返回白宮。11月，積遜的兒子與莎拉·約克結婚。人們並不確定她是否會接替多納爾森的角色，但總統決定約克將擔任隱士之家的女主人，而多納爾森則保留白宮女主人的職位，原因在於他需要多納爾森的丈夫留在華盛頓。 
1832年5月，在多納爾森的兒子約翰出生後，她的健康狀況開始惡化。因此，她決定留在華盛頓，不在7月冒險隨總統前往田納西州。1833年夏天，當她的丈夫和總統穿越美國東北部時，她同樣選擇留在白宮。不過在同年8月，她和孩子們則陪同總統前往維珍尼亞州東南部的里普拉普。1834年4月9日，多納爾森誕下第四個孩子，但她的健康狀況卻越來越差。由於患病，多納爾森於1834年實際上不再是白宮女主人，交由莎拉·約克·傑克遜接手。

## 生病和離世
1836年春天，多納爾森的健康狀況每況愈下，於是周遭人們決定讓她離開華盛頓，返回老家田納西州。同年6月，她抵達田納西州，前往她在隱士之家附近的種植園「白楊林」（後稱鬱金香林）休養。種植園近期經歷一次翻修，她在抵埗後負責監督家具的擺放。但是，多納爾森勞累過度導致肺出血，並暴露了她患有肺結核的事實 。她只好取消返回華盛頓的計劃。
1836年秋天，多納爾森的健康狀況看似漸漸恢復。她的丈夫於10月返回白宮，在親戚照顧她的期間履行兩個月職務。不少著名人物經常詢問她的健康狀況，包括參議員詹姆斯·布坎南、首席大法官罗杰·B·托尼、國務卿約翰·福賽思、海軍部長利瓦伊·伍德伯里、郵政總長阿莫斯·肯德尔等。12月，她的健康狀況再度急轉直下。16日，她接受了自己即將死去的事實，向孩子們道別，並讓人扶她起來，以便她可以在窗外守候丈夫，希望他從華盛頓回來。19日，多納爾森離世，終年29歲。兩日後，丈夫安德魯才回到家中。

## 影響
多納爾森成為19世紀中葉眾多代理第一夫人中的第一人。她並沒有有意義地改變白宮女主人的地位。傳記作家帕梅拉·威爾考克斯·伯克（Pamela Wilcox Burke）撰寫了一部關於她生平的多卷傳記，並於1941年以《田納西州的艾美莉·多納爾森》（Emily Donelson of Tennessee）為題出版。多納爾森的女兒瑪麗聲稱她是首個在白宮出生的嬰兒，但實際上托马斯·杰斐逊的孫子才是。
多納爾森在襯裙事件中扮演重要角色。在社會上，她是美國最有權勢的女性，而她決定站在伊頓的對立面是後果之一。此事導致華盛頓政治和社會爭端出現分裂，可能直接影響了第二政党体系，而此制度將在南北战争前數十年主導美國政治。
在1982年錫耶納學院研究所要求歷史學家評價美國第一夫人的調查中，多納爾森和另外幾位「代理」第一夫人亦被包含在內。第一夫人調查此後定期進行，它根據第一夫人的背景、對國家的價值、智力、勇氣、成就、正直、領導力、獨立自主、公眾形象以及對總統的價值等獨立標準的累積得分，來對各位第一夫人排名。在該年調查中，多納爾森在合共42位第一夫人和代理第一夫人中，獲歷史學家評為第26位。而在後來的調查中，像多納爾森這類代理第一夫人已被排除在外。

## 文獻
- Burke, Pauline Wilcox. . University of Tennessee Press. 2001. ISBN 978-1-57233-137-2 （英语）.
- Caroli, Betty. . Oxford University Press, USA. 2010. ISBN 978-0-19-539285-2 （英语）.
- Cheathem, Mark Renfred. . Louisiana State University Press. 2007. ISBN 978-0-8071-3565-5 （英语）.
- Diller, Daniel C.; Robertson, Stephen L. . CQ Press. 2001. ISBN 978-1-56802-573-5 （英语）.
- Meacham, Jon. . Random House Publishing Group. 2008. ISBN 978-1-58836-822-5 （英语）.
- Schneider, Dorothy; Schneider, Carl J.  3rd. Facts on File. 2010. ISBN 978-1-4381-0815-5 （英语）.
- Sibley, Katherine A. S. (编). . John Wiley & Sons. 2016. ISBN 978-1-118-73218-2 （英语）.
- Spence, Richard Douglas. . Vanderbilt University Press. 2017. ISBN 978-0-8265-2165-1 （英语）.
- Watson, Robert P. . Lynne Rienner Publishers. 2001. ISBN 978-1-62637-353-2 （英语）.